# Ogbaru
Ogbaru è una delle ventuno aree di governo locale (local government areas) appartenente allo stato di Anambra, in Nigeria.
| Controllo di autorità | VIAF (EN) 124562780 · LCCN (EN) n2008033966 |